# Condado de Routt
O Condado de Routt é um dos 64 condados do Estado americano do Colorado. A sede do condado é Steamboat Springs, e sua maior cidade é Steamboat Springs. O condado possui uma área de 6 133 km² (dos quais 17 km² estão cobertos por água), uma população de 19 690 habitantes, e uma densidade populacional de 3 hab/km² (segundo o censo nacional de 2000). O condado foi fundado em 1877.